# Gilead Sciences
Gilead Sciences (NASDAQ: GILD) é uma empresa de biofarmacologia americana, sediada em Foster City, Califórnia.
Em abril de 2020 a revista brasileira Exame a descreveu como "uma das maiores fabricantes de medicamentos dos Estados Unidos".

## História
Fundada em 1987 na Califórnia pelo médico Michael L. Riordan, a Gilead tornou-se num período de 25 anos uma companhia biofarmacêutica com um portfolio de produtos em rápida expansão, com uma forte vertente de investigação e desenvolvimento mantendo operações em três continentes, América do Norte, Europa e Austrália e assegurando a distribuição dos seus medicamentos para o resto do mundo através de parcerias e acordos de licenciamento com outras empresas.
A Gilead tem centrado a sua atividade em áreas terapêuticas com elevada necessidade de resposta, nomeadamente a infeção por VIH, hepatites virais crónicas, infeções fúngicas invasivas, oncologia, doenças inflamatórias, respiratórias e cardiovasculares.

### Em Portugal
A Gilead está em Portugal desde 2001 disponibilizando medicamentos de utilização hospitalar para o tratamento da infeção por VIH/SIDA, das hepatites virais crónicas B e/ou C, das infeções fúngicas invasivas e da fibrose quística. Tem também contribuído para a viabilização de alguns projetos de investigação, desenvolve programas educacionais e ações de formação destinadas a profissionais de saúde e outros intervenientes no sector da saúde.

### No Brasil
No Brasil tem escritórios em Brasília e São Paulo, neste último estado no endereço  Av. Dr. Chucri Zaidan 1240, 15o andar - Cj. 1501-1502, São Paulo.

## Remédio contra covid-19
A Gilead desenvolveu um remédio chamado 'Remdesivir', que seria a princípio para combater o ebola , mas que se mostrou, porém, eficaz no tratamento de casos graves de covid-19 ao inibir a replicação do SARS-CoV-2.
O medicamento foi aprovado para uso contra covid nos Estados Unidos em outubro de 2020 e no Brasil em março de 2021.

### Briga pela patente
Uma patente do Remdesivir foi registrada pela Wuhan New Crown Virus Pneumonia, mas a Gilead alegou que o pedido do Instituto de Pesquisa em Vírus Wuhan foi feito mais de três anos após a apresentação do pedido pela Gilead e a consideração desse pedido será baseada no conhecimento conhecido atual da droga sintética. Alega ainda que não é possível comentar os detalhes do pedido de patente do pesquisador, pois o pedido de patente não será publicado até 18 meses depois.
A Gilead declarou que "a empresa não tem o direito de interferir se o escritório de patentes concede patentes a pesquisadores chineses. Atualmente, o foco da Gilead é determinar o mais rápido possível a segurança potencial de Remdesivir para a infecção 2019-nCoV, a eficácia e a agilidade dos cronogramas de produção para futuras necessidades potenciais de suprimento“.
A Gilead disse que solicitou em 2016 uma patente na China para uso do medicamento contra os coronavírus e está aguardando uma decisão. A família dos coronavírus inclui o Sars-Cov-2, que causou o primeiro caso em Wuhan.